# Third Division 1921-1922
La Third Division 1921-1922 è stato il 2º campionato inglese di calcio di terza divisione, il primo con la suddivisione in 2 gironi (North e South).
Il campionato, istituito l'anno precedente con squadre esclusivamente provenienti dalla Southern League, non aveva una rappresentanza geografica omogenea, per questo motivo la Football League elesse nei propri ranghi 20 nuovi clubs provenienti da leghe minori del Nord dell'Inghilterra, dando vita ad un nuovo formato della categoria, con la creazione di due gironi: la Third Division North e la Third Division South, i cui vincitori sarebbero saliti in Second Division.

## Stagione

### Aggiornamenti

#### Selezione dei club
- North

L'organico della nuova Third Division North venne allestito dall'AGM (Annual General Meeting) della Football League eleggendo un primo blocco di 14 club, che troviamo elencati nella tabella sottostante.
| Club                   | Provenienza                  |
| ---------------------- | ---------------------------- |
| Accrington Stanley     | Lancashire Combination       |
| Ashington              | North Eastern League         |
| Barrow                 | Lancashire Combination       |
| Chesterfield Municipal | Midland League               |
| Crewe Alexandra        | Central League               |
| Darlington             | North Eastern League         |
| Durham City            | North Eastern League         |
| Hartlepool United      | North Eastern League         |
| Lincoln City           | Midland League               |
| Nelson                 | Central League               |
| Rochdale               | Central League               |
| Tranmere Rovers        | Central League               |
| Walsall                | Birmingham & District League |
| Wrexham                | Birmingham & District League |

Il quadro delle 20 partecipanti venne poi completato con l'aggiunta del Grimsby Town, che aveva partecipato alla Third Division 1920-1921 e dello Stockport County, retrocesso dalla Second Division 1920-1921. Mentre gli altri 4 posti vennero assegnati dopo un'ulteriore elezione che ebbe il seguente responso:
| Club                        | Lega                   | Voti | Verdetto   |
| --------------------------- | ---------------------- | ---- | ---------- |
| Wigan Borough               | Lancashire Combination | 34   | Eletto     |
| Halifax Town                | Midland League         | 25   | Eletto     |
| Southport                   | Central League         | 25   | Eletto     |
| Stalybridge Celtic          | Central League         | 25   | Eletto     |
| Castleford Town             | Midland League         | 18   | Non eletto |
| Rotherham Town              | Midland League         | 13   | Non eletto |
| Blyth Spartans              | North Eastern League   | 9    | Non eletto |
| Gainsborough Trinity        | Midland League         | 8    | Non eletto |
| Doncaster Rovers            | Midland League         | 6    | Non eletto |
| West Stanley                | North Eastern League   | 6    | Non eletto |
| Wakefield City              | Yorkshire League       | 4    | Non eletto |
| Lancaster Town              | Lancashire Combination | 3    | Non eletto |
| Scunthorpe & Lindsey United | Midland League         | 3    | Non eletto |
| South Liverpool             | Lancashire Combination | 1    | Non eletto |

- South

Le squadre che diedero vita alla nuova Third Division South vennero cooptate dalla Third Division 1920-1921, unitamente a Brentford e Gillingham, che furono rielette dopo aver terminato il campionato nelle ultime due posizioni. Per colmare i due posti rimasti vacanti dopo la promozione in Second Division del Crystal Palace e il trasferimento del Grimsby Town nel raggruppamento settentrionale, si dovette procedere, in mancanza di squadre retrocesse dalla categoria superiore, ad una votazione che espresse i seguenti verdetti:
| Club              | Lega            | Voti                    | Verdetto                |
| ----------------- | --------------- | ----------------------- | ----------------------- |
| Aberdare Athletic | Southern League | 38                      | Eletto                  |
| Charlton Athletic | Southern League | 30                      | Eletto                  |
| Bath City         | Western League  | Voti non registrati     | Non eletto              |
| Abertillery Town  | Southern League | Voti non registrati     | Non eletto              |
| Barry Town        | Southern League | Voti non registrati     | Non eletto              |
| Bridgend Town     | Western League  | Voti non registrati     | Non eletto              |
| Pontypridd        | Southern League | Voti non registrati     | Non eletto              |
| Aberaman Athletic | Southern League | Ritirato prima del voto | Ritirato prima del voto |

## Third Division North

### Squadre partecipanti
| Squadra            | Città             | Stadio            | Stagione precedente                      |
| ------------------ | ----------------- | ----------------- | ---------------------------------------- |
| Accrington Stanley | Accrington        | Peel Park         | 6º posto in Lancashire Combination       |
| Ashington          | Ashington         | Portland Park     | 9º posto in North Eastern League         |
| Barrow             | Barrow-in-Furness | Holker Street     | 1º posto in Lancashire Combination       |
| Chesterfield       | Chesterfield      | Saltergate        | 3º posto in Midland League               |
| Crewe Alexandra    | Gresty Road       | Alexandra Stadium | In Central League                        |
| Darlington         | Darlington        | Feethams Ground   | 1º posto in North Eastern League         |
| Durham City        | Durham            | Kepier Haughs     | 12º posto in North Eastern League        |
| Grimsby Town       | Grimsby           | Blundell Park     | 13ºposto in Third Division               |
| Halifax Town       | Halifax           | The Shay          | 11º posto in Midland League              |
| Hartlepool United  | Hartlepool        | Victoria Park     | In North Eastern League                  |
| Lincoln City       | Lincoln           | Sincil Bank       | 1º posto in Midland League               |
| Nelson             | Nelson            | Seedhill Ground   | 17º posto in Central League              |
| Rochdale           | Rochdale          | Spotland Stadium  | In Central League                        |
| Southport          | Southport         | Haigh Avenue      | 18º posto in Central League              |
| Stalybridge Celtic | Stalybridge       | Bower Fold        | In Central League                        |
| Stockport County   | Stockport         | Edgeley Park      | 22º posto in Second Division, retrocesso |
| Tranmere Rovers    | Birkenhead        | Prenton Park      | In Central League                        |
| Walsall            | Walsall           | Hilary Street     | 5º posto in Birmingham & District League |
| Wigan Borough      | Wigan             | Springfield Park  | 17º posto in Lancashire Combination      |
| Wrexham            | Wrexham           | Racecourse Ground | In Birmingham & District League          |

### Classifica finale
|  | Pos. | Squadra            | Pt | G  | V  | N  | P  | GF | GS | QR   |
|  | ---- | ------------------ | -- | -- | -- | -- | -- | -- | -- | ---- |
|  | 1    | Stockport County   | 56 | 38 | 24 | 8  | 6  | 60 | 21 | 2.86 |
|  | 2    | Darlington         | 50 | 38 | 22 | 6  | 10 | 81 | 37 | 2.19 |
|  | 3    | Grimsby Town       | 50 | 38 | 21 | 8  | 9  | 72 | 47 | 1.53 |
|  | 4    | Hartlepool Utd     | 42 | 38 | 17 | 8  | 13 | 52 | 39 | 1.33 |
|  | 5    | Accrington Stanley | 41 | 38 | 19 | 3  | 16 | 73 | 57 | 1.28 |
|  | 6    | Crewe Alexandra    | 41 | 38 | 18 | 5  | 15 | 60 | 56 | 1.07 |
|  | 7    | Stalybridge Celtic | 41 | 38 | 18 | 5  | 15 | 62 | 63 | 0.98 |
|  | 8    | Walsall            | 39 | 38 | 18 | 3  | 17 | 66 | 65 | 1.02 |
|  | 9    | Southport          | 38 | 38 | 14 | 10 | 14 | 55 | 44 | 1.25 |
|  | 10   | Ashington          | 38 | 38 | 17 | 4  | 17 | 59 | 66 | 0.89 |
|  | 11   | Durham City        | 37 | 38 | 17 | 3  | 18 | 68 | 67 | 1.01 |
|  | 12   | Wrexham            | 37 | 38 | 14 | 9  | 15 | 51 | 56 | 0.91 |
|  | 13   | Chesterfield       | 35 | 38 | 16 | 3  | 19 | 48 | 67 | 0.72 |
|  | 14   | Lincoln City       | 34 | 38 | 14 | 6  | 18 | 48 | 59 | 0.81 |
|  | 15   | Barrow             | 33 | 38 | 14 | 5  | 19 | 42 | 54 | 0.78 |
|  | 16   | Nelson FC          | 33 | 38 | 13 | 7  | 18 | 48 | 66 | 0.73 |
|  | 17   | Wigan Borough      | 31 | 38 | 11 | 9  | 18 | 46 | 72 | 0.64 |
|  | 18   | Tranmere           | 29 | 38 | 9  | 11 | 18 | 51 | 61 | 0.84 |
|  | 19   | Halifax Town       | 29 | 38 | 10 | 9  | 19 | 56 | 76 | 0.74 |
|  | 20   | Rochdale           | 26 | 38 | 11 | 4  | 23 | 52 | 77 | 0.71 |

Legenda:
      Promosso in Second Division 1922-1923.
      Rieletto nella Football League.
Regolamento:
Due punti a vittoria, uno a pareggio, zero a sconfitta.
A parità di punti le squadre venivano classificate secondo il quoziente reti.
Note:

Halifax Town costretto alla rielezione per peggior quoziente reti nei confronti della ex aequo Tranmere Rovers.

### Risultati

#### Tabellone
|                    | ACC | ASH | BAR | CHE | CRE | DAR | DUR | GRI | HAL | HAR | LIN | NEL | ROC | SOU | STA | STO | TRA | WAL | WIG | WRE |
| ------------------ | --- | --- | --- | --- | --- | --- | --- | --- | --- | --- | --- | --- | --- | --- | --- | --- | --- | --- | --- | --- |
| Accrington Stanley |     | 3-0 | 3-0 | 3-1 | 2-0 | 1-0 | 5-1 | 1-0 | 1-2 | 4-1 | 2-0 | 4-1 | 4-0 | 1-2 | 4-1 | 1-3 | 3-0 | 3-3 | 4-0 | 1-0 |
| Ashington          | 2-1 |     | 0-2 | 1-0 | 0-1 | 1-0 | 1-0 | 1-0 | 3-1 | 4-1 | 4-2 | 4-0 | 7-3 | 2-2 | 2-3 | 2-0 | 1-0 | 2-3 | 3-1 | 2-2 |
| Barrow             | 3-1 | 2-0 |     | 1-0 | 1-2 | 0-2 | 0-1 | 2-2 | 1-1 | 0-1 | 2-0 | 0-2 | 1-0 | 2-1 | 2-1 | 0-2 | 2-0 | 3-0 | 2-0 | 5-2 |
| Chesterfield       | 0-1 | 0-1 | 2-0 |     | 1-1 | 0-3 | 2-1 | 4-1 | 2-0 | 2-1 | 3-0 | 1-2 | 2-1 | 2-1 | 4-0 | 0-1 | 3-0 | 1-0 | 1-1 | 3-0 |
| Crewe Alexandra    | 2-1 | 1-2 | 2-1 | 1-3 |     | 7-3 | 3-2 | 1-2 | 2-1 | 2-0 | 0-2 | 2-1 | 2-0 | 1-0 | 5-1 | 0-1 | 1-1 | 2-0 | 2-1 | 3-0 |
| Darlington         | 3-0 | 5-0 | 3-0 | 7-0 | 0-1 |     | 2-2 | 2-0 | 2-0 | 0-0 | 4-2 | 0-1 | 2-1 | 3-0 | 3-0 | 1-0 | 4-0 | 5-0 | 3-0 | 3-0 |
| Durham City        | 3-1 | 1-0 | 2-0 | 3-1 | 4-2 | 3-7 |     | 1-2 | 3-1 | 0-1 | 2-0 | 2-0 | 0-2 | 2-0 | 3-1 | 0-2 | 3-0 | 2-0 | 6-0 | 3-0 |
| Grimsby Town       | 2-1 | 6-1 | 4-0 | 2-2 | 3-0 | 3-1 | 5-2 |     | 4-1 | 2-0 | 3-1 | 3-1 | 3-0 | 0-0 | 1-1 | 2-1 | 5-1 | 3-1 | 1-1 | 2-0 |
| Halifax Town       | 2-1 | 2-0 | 3-2 | 1-2 | 5-5 | 5-1 | 3-2 | 2-0 |     | 3-0 | 1-2 | 3-1 | 1-1 | 1-1 | 2-3 | 1-0 | 0-2 | 1-3 | 1-2 | 0-0 |
| Hartlepool United  | 2-1 | 2-1 | 3-1 | 7-0 | 1-0 | 0-0 | 0-1 | 0-0 | 4-0 |     | 1-1 | 6-1 | 5-3 | 1-0 | 0-1 | 0-0 | 0-0 | 1-0 | 0-0 | 0-1 |
| Lincoln City       | 1-1 | 4-1 | 1-0 | 2-1 | 2-3 | 0-2 | 3-0 | 0-2 | 3-1 | 1-1 |     | 0-2 | 1-2 | 3-1 | 2-1 | 0-1 | 4-1 | 1-0 | 3-0 | 1-0 |
| Nelson             | 0-1 | 0-2 | 1-1 | 2-0 | 1-2 | 1-1 | 3-5 | 3-0 | 0-0 | 0-4 | 0-0 |     | 4-1 | 3-2 | 1-0 | 2-2 | 0-0 | 1-0 | 1-2 | 4-0 |
| Rochdale           | 6-3 | 2-1 | 0-1 | 0-1 | 2-0 | 0-2 | 1-0 | 0-2 | 3-3 | 0-1 | 0-2 | 2-2 |     | 0-1 | 2-1 | 0-1 | 2-1 | 7-0 | 4-2 | 3-0 |
| Southport          | 1-1 | 0-0 | 1-0 | 3-0 | 2-0 | 3-1 | 1-1 | 7-1 | 3-0 | 3-0 | 0-0 | 0-1 | 2-1 |     | 5-1 | 2-1 | 1-1 | 3-0 | 1-1 | 1-2 |
| Stalybridge Celtic | 3-1 | 2-0 | 3-0 | 6-0 | 2-2 | 1-0 | 4-3 | 3-0 | 2-1 | 1-3 | 2-0 | 2-0 | 1-0 | 0-0 |     | 0-4 | 4-0 | 2-0 | 0-0 | 4-1 |
| Stockport County   | 2-1 | 3-2 | 2-0 | 2-1 | 1-1 | 1-0 | 4-0 | 0-1 | 0-0 | 1-0 | 2-2 | 3-0 | 3-0 | 2-1 | 4-0 |     | 0-0 | 3-1 | 3-0 | 0-0 |
| Tranmere Rovers    | 2-4 | 2-3 | 2-2 | 2-0 | 4-1 | 0-1 | 3-3 | 2-2 | 2-2 | 1-2 | 4-0 | 4-0 | 7-0 | 0-1 | 4-1 | 0-2 |     | 0-1 | 2-0 | 0-0 |
| Walsall            | 6-1 | 6-2 | 3-1 | 2-1 | 1-0 | 0-1 | 2-0 | 2-1 | 4-1 | 3-1 | 3-0 | 2-0 | 4-0 | 4-1 | 2-2 | 0-2 | 2-0 |     | 4-1 | 2-2 |
| Wigan Borough      | 0-1 | 1-1 | 1-2 | 1-2 | 2-0 | 3-3 | 2-0 | 1-1 | 4-3 | 1-0 | 3-1 | 1-4 | 3-2 | 3-2 | 0-2 | 0-1 | 0-0 | 4-2 |     | 2-1 |
| Wrexham            | 2-1 | 2-0 | 0-0 | 6-1 | 1-0 | 0-0 | 3-1 | 0-1 | 5-1 | 0-2 | 3-1 | 4-2 | 1-1 | 2-0 | 2-0 | 0-0 | 1-3 | 4-0 | 3-2 |     |

## Third Division South

### Squadre partecipanti
| Squadra                | Città           | Stadio              | Stagione precedente                         |
| ---------------------- | --------------- | ------------------- | ------------------------------------------- |
| Aberdare Athletich     | Aberdare        | Athletic Ground     | 2º posto in Southern League Welsh Section   |
| Brentford              | Londra          | Griffin Park        | 21º posto in Third Division, rieletto       |
| Brighton & Hove Albion | Brighton        | Goldstone Ground    | 18º posto in Third Division                 |
| Bristol Rovers         | Bristol         | Eastville Stadium   | 10º posto in Third Division                 |
| Charlton Athletic      | Londra          | The Valley          | 8º posto in Southern League English Section |
| Exeter City            | Exeter          | St James Park       | 19º posto in Third Division                 |
| Gillingham             | Gillingham      | Priestfield Stadium | 22º posto in Third Division, rieletto       |
| Luton Town             | Luton           | Kenilworth Road     | 9º posto in Third Division                  |
| Merthyr Town           | Merthyr Tydfil  | Penydarren Park     | 8º posto in Third Division                  |
| Millwall               | Londra          | The Den             | 7º posto in Third Division                  |
| Newport County         | Newport         | Somerton Park       | 15º posto in Third Division                 |
| Northampton Town       | Northampton     | County Ground       | 14º posto in Third Division                 |
| Norwich City           | Norwich         | The Nest            | 16º posto in Third Division                 |
| Plymouth Argyle        | Plymouth        | Home Park           | 11º posto in Third Division                 |
| Portsmouth             | Portsmouth      | Fratton Park        | 12º posto in Third Division                 |
| Queens Park Rangers    | Londra          | Loftus Road         | 3º posto in Third Division                  |
| Reading                | Reading         | Elm Park            | 20º posto in Third Division, rieletto       |
| Southampton            | Southampton     | The Dell            | 2º posto in Third Division                  |
| Southend Utd           | Southend on Sea | Kursaal Ground      | 17º posto in Third Division                 |
| Swansea Town           | Swansea         | Vetch Field         | 5º posto in Third Division                  |
| Swindon Town           | Swindon         | County Ground       | 4º posto in Third Division                  |
| Watford                | Watford         | Cassio Road         | 6º posto in Third Division                  |

### Classifica finale
|  | Pos. | Squadra            | Pt | G  | V  | N  | P  | GF | GS | QR    |
|  | ---- | ------------------ | -- | -- | -- | -- | -- | -- | -- | ----- |
|  | 1    | Southampton        | 61 | 42 | 23 | 15 | 4  | 68 | 21 | 3.238 |
|  | 2    | Plymouth           | 61 | 42 | 25 | 11 | 6  | 63 | 24 | 2.625 |
|  | 3    | Portsmouth         | 53 | 42 | 18 | 17 | 7  | 62 | 39 | 1.590 |
|  | 4    | Luton Town         | 52 | 42 | 22 | 8  | 12 | 64 | 35 | 1.829 |
|  | 5    | QPR                | 49 | 42 | 18 | 13 | 11 | 53 | 44 | 1.205 |
|  | 6    | Swindon Town       | 45 | 42 | 16 | 13 | 13 | 72 | 60 | 1.200 |
|  | 7    | Watford            | 44 | 42 | 13 | 18 | 11 | 54 | 48 | 1.125 |
|  | 8    | Aberdare Athletich | 44 | 42 | 17 | 10 | 15 | 57 | 51 | 1.118 |
|  | 9    | Brentford          | 43 | 42 | 16 | 11 | 15 | 52 | 43 | 1.209 |
|  | 10   | Swansea Town       | 41 | 42 | 13 | 15 | 14 | 50 | 47 | 1.064 |
|  | 11   | Merthyr Town       | 40 | 42 | 17 | 6  | 19 | 45 | 56 | 0.804 |
|  | 12   | Millwall           | 38 | 42 | 10 | 18 | 14 | 38 | 42 | 0.905 |
|  | 13   | Reading            | 38 | 42 | 14 | 10 | 18 | 40 | 47 | 0.851 |
|  | 14   | Bristol Rovers     | 38 | 42 | 14 | 10 | 18 | 52 | 67 | 0.776 |
|  | 15   | Norwich City       | 37 | 42 | 12 | 13 | 17 | 50 | 62 | 0.806 |
|  | 16   | Charlton           | 37 | 42 | 13 | 11 | 18 | 43 | 56 | 0.768 |
|  | 17   | Northampton Town   | 37 | 42 | 13 | 11 | 18 | 47 | 71 | 0.662 |
|  | 18   | Gillingham         | 36 | 42 | 14 | 8  | 20 | 47 | 60 | 0.783 |
|  | 19   | Brighton           | 35 | 42 | 13 | 9  | 20 | 45 | 51 | 0.882 |
|  | 20   | Newport County     | 34 | 42 | 11 | 12 | 19 | 44 | 61 | 0.721 |
|  | 21   | Exeter City        | 34 | 42 | 11 | 12 | 19 | 38 | 59 | 0.664 |
|  | 22   | Southend Utd       | 27 | 42 | 8  | 11 | 23 | 34 | 74 | 0.459 |

Legenda:
      Promosso in Second Division 1922-1923.
      Rieletto nella Football League.
Regolamento:
Due punti a vittoria, uno a pareggio, zero a sconfitta.
A parità di punti le squadre venivano classificate secondo il quoziente reti.
Note:

Southampton promosso per miglior quoziente reti rispetto alla ex aequo Plymouth Argyle.
Exeter City costretto alla rielezione per peggior quoziente reti nei confronti della ex aequo Newport County.

### Risultati

#### Tabellone
|                        | ABE  | BRE | BHA | BRI | CHA | EXE | GIL | LUT | MER | MIL | NEW | NOR | NOW | PLY | POR | QPR | REA | SOU | STD | SWA | SWI | WAT |
| ---------------------- | ---- | --- | --- | --- | --- | --- | --- | --- | --- | --- | --- | --- | --- | --- | --- | --- | --- | --- | --- | --- | --- | --- |
| Aberdare Athletic      | –––– | 2-0 | 2-0 | 2-0 | 3-3 | 0-2 | 6-1 | 2-0 | 0-0 | 0-0 | 3-0 | 4-2 | 1-2 | 0-0 | 0-0 | 4-2 | 0-1 | 0-1 | 1-1 | 2-1 | 3-2 | 3-0 |
| Brentford              | 2-1  |     | 4-0 | 4-2 | 0-2 | 5-2 | 0-1 | 0-2 | 0-1 | 1-0 | 1-0 | 1-0 | 2-1 | 3-1 | 2-2 | 5-1 | 2-0 | 1-0 | 1-0 | 3-0 | 3-0 | 1-1 |
| Brighton & Hove Albion | 1-2  | 2-1 |     | 3-1 | 2-0 | 3-1 | 0-1 | 1-1 | 1-3 | 0-1 | 3-0 | 7-0 | 0-2 | 1-1 | 3-0 | 2-1 | 1-1 | 0-1 | 0-0 | 0-0 | 2-1 | 1-1 |
| Bristol Rovers         | 5-1  | 0-0 | 1-2 |     | 4-2 | 1-3 | 0-3 | 2-0 | 2-0 | 0-0 | 3-4 | 2-0 | 4-2 | 1-3 | 1-1 | 1-1 | 2-0 | 0-0 | 1-0 | 0-0 | 1-1 | 1-1 |
| Charlton Athletic      | 2-1  | 1-1 | 1-0 | 2-0 |     | 1-0 | 0-0 | 0-1 | 1-0 | 2-1 | 1-1 | 2-2 | 2-1 | 0-0 | 1-2 | 1-1 | 0-1 | 1-2 | 4-0 | 1-0 | 4-5 | 1-0 |
| Exeter City            | 0-1  | 1-0 | 0-3 | 2-2 | 1-0 |     | 1-1 | 0-1 | 1-0 | 1-0 | 2-2 | 2-0 | 2-0 | 0-2 | 1-4 | 0-1 | 1-3 | 0-0 | 4-1 | 1-1 | 1-4 | 1-3 |
| Gillingham             | 3-1  | 0-0 | 1-0 | 3-2 | 2-0 | 3-0 |     | 0-1 | 5-0 | 0-1 | 0-2 | 3-2 | 5-2 | 1-2 | 1-2 | 1-2 | 2-0 | 2-0 | 1-0 | 0-0 | 2-2 | 1-1 |
| Luton Town             | 1-2  | 3-0 | 2-0 | 1-2 | 2-0 | 4-0 | 7-0 |     | 3-0 | 1-0 | 4-0 | 3-0 | 2-1 | 1-0 | 1-0 | 3-1 | 0-1 | 0-0 | 3-0 | 2-0 | 2-1 | 1-1 |
| Merthyr Town           | 0-1  | 2-0 | 2-1 | 0-2 | 1-0 | 0-0 | 2-0 | 2-0 |     | 3-1 | 2-1 | 2-1 | 3-0 | 0-1 | 2-1 | 2-0 | 2-0 | 0-1 | 2-2 | 1-0 | 4-1 | 1-2 |
| Millwall               | 0-0  | 1-1 | 2-0 | 4-1 | 0-1 | 1-0 | 1-0 | 1-1 | 4-1 |     | 1-1 | 0-0 | 2-2 | 1-1 | 1-1 | 0-0 | 3-0 | 0-1 | 0-0 | 0-0 | 0-0 | 0-0 |
| Newport County         | 1-0  | 2-1 | 0-1 | 0-1 | 2-1 | 1-1 | 1-1 | 2-2 | 0-2 | 1-0 |     | 2-2 | 1-0 | 0-0 | 0-0 | 0-1 | 1-0 | 0-1 | 2-1 | 2-3 | 4-0 | 0-0 |
| Northampton Town       | 2-0  | 2-0 | 2-0 | 2-2 | 1-0 | 2-3 | 3-1 | 2-0 | 2-0 | 0-3 | 2-0 |     | 3-0 | 1-3 | 0-0 | 1-0 | 2-1 | 0-0 | 0-2 | 0-1 | 2-1 | 1-0 |
| Norwich City           | 0-0  | 0-0 | 1-1 | 0-1 | 2-0 | 0-0 | 2-0 | 0-1 | 2-0 | 3-1 | 2-2 | 2-0 |     | 1-1 | 2-1 | 0-0 | 4-1 | 2-2 | 1-1 | 3-2 | 1-2 | 1-1 |
| Plymouth Argyle        | 3-0  | 4-1 | 3-1 | 1-0 | 3-0 | 0-0 | 3-0 | 2-0 | 0-0 | 2-0 | 1-0 | 2-0 | 1-1 |     | 0-0 | 4-0 | 2-0 | 1-0 | 4-0 | 3-1 | 1-0 | 3-0 |
| Portsmouth             | 2-2  | 1-0 | 0-0 | 1-0 | 1-0 | 2-0 | 4-1 | 1-1 | 2-1 | 2-2 | 4-3 | 1-1 | 0-1 | 3-1 |     | 1-0 | 1-0 | 0-2 | 6-0 | 3-0 | 1-3 | 2-0 |
| Queens Park Rangers    | 1-0  | 1-1 | 3-0 | 1-2 | 3-1 | 2-1 | 1-0 | 1-0 | 0-0 | 6-1 | 2-1 | 4-0 | 2-0 | 2-0 | 1-1 |     | 1-1 | 2-2 | 1-0 | 1-0 | 0-0 | 1-1 |
| Reading                | 0-1  | 0-3 | 0-0 | 4-0 | 1-2 | 0-0 | 2-1 | 2-1 | 5-0 | 1-0 | 1-0 | 0-0 | 2-1 | 0-1 | 1-1 | 0-1 |     | 0-1 | 4-0 | 2-0 | 1-1 | 2-1 |
| Southampton            | 1-0  | 0-0 | 3-0 | 1-0 | 6-0 | 2-0 | 2-0 | 2-1 | 1-1 | 4-2 | 5-0 | 8-0 | 2-0 | 0-0 | 1-1 | 1-1 | 0-0 |     | 5-0 | 1-1 | 3-1 | 2-0 |
| Southend United        | 3-2  | 1-1 | 1-2 | 3-0 | 1-1 | 0-1 | 2-0 | 0-1 | 2-1 | 1-1 | 0-1 | 1-1 | 0-1 | 1-0 | 1-2 | 1-2 | 2-0 | 0-0 |     | 1-0 | 1-2 | 1-4 |
| Swansea Town           | 1-2  | 1-0 | 2-1 | 8-1 | 0-0 | 2-1 | 2-0 | 1-1 | 3-2 | 3-0 | 2-2 | 2-2 | 1-1 | 3-0 | 2-2 | 1-0 | 0-0 | 1-0 | 1-1 |     | 1-3 | 3-0 |
| Swindon Town           | 2-2  | 2-1 | 1-0 | 0-1 | 0-0 | 1-1 | 0-0 | 1-1 | 3-0 | 1-1 | 3-2 | 4-2 | 6-1 | 1-2 | 0-0 | 2-0 | 4-0 | 2-3 | 6-1 | 1-0 |     | 0-3 |
| Watford                | 3-0  | 0-0 | 1-0 | 1-0 | 2-2 | 0-0 | 1-0 | 4-1 | 4-1 | 0-1 | 1-0 | 2-2 | 4-2 | 0-1 | 0-3 | 2-2 | 2-2 | 1-1 | 4-1 | 0-0 | 2-2 |     |